# Карпунин (хутор)
Карпунин — хутор в Камышинском районе Волгоградской области, в составе Лебяженского сельского поселения.
Население — 164 чел. (2010)

## История
Дата основания не установлена. Жители были поселены на городских землях Камышина.
С 1928 года — в составе Камышинского района Камышинского округа (округ упразднён в 1934 году) Нижневолжского края (с 1935 года — Сталинградского края, с 1936 года — Сталинградской области, с 1961 года — Волгоградской области). Хутор относился к Средне-Камышинскому сельсовету. Решением Сталинградского облисполкома от 23 апреля 1959 года № 10/211 § 43 Средне-Камышинский сельсовет был упразднен, а хутор был передан в состав Лебяжинского сельсовета

## Общая физико-географическая характеристика
Хутор расположен в степной местности, в пределах Приволжской возвышенности, являющейся частью Восточно-Европейской равнины, на реке Камышинке, на высоте около 50 метров над уровнем моря. Почвы каштановые.
Через хутор проходит автодорога Камышин — Котово. По автомобильным дорогам расстояние до районного центра города Камышин — 9 км, до областного центра города Волгоград — 200 км, до административного центра сельского поселения села Лебяжье — 17 км. Близ хутора расположена железнодорожная платформа Карпунино ветки Петров Вал — Камышин Приволжской железной дороги.
Часовой пояс
Карпунин, как и вся Волгоградская область, находится в часовой зоне МСК (московское время). Смещение применяемого времени относительно UTC составляет +3:00.

## Население
Динамика численности населения
| 1891 | 1987  | 2002 |
| ---- | ----- | ---- |
| 425  | ≈ 170 | 111  |

| 2010 |
| ---- |
| 164  |